# قص (تصنيع)
القص، المعروف أيضًا باسم القطع بالقالب، هو عملية تقطع المخزون دون تكوين رقائق أو استخدام الحرق أو الصهر. بالمعنى الدقيق للكلمة، إذا كانت شفرات القطع مستقيمة، فإن العملية تسمى القص؛ إذا كانت شفرات القطع منحنية، فهي عمليات من نوع القص. تكون المواد المنفصمة الأكثر شيوعًا في شكل صفائح أو ألواح، ومع ذلك يمكن أيضًا قص القضبان. وتشمل عمليات القص من نوع: التقطيع، الثقب، لفة الحز، والتشذيب. تستخدم هذه العملية للمعادن والنسيج والورق والبلاستيك.

## الأنواع والاستخدامات
تختلف أنواع القص طبقًا لنوع النصل، وأحد أهم أنواع القص التي غالبًا ما تُستخدم في الصناعة يتم فيها استخدام نصلين لكل منهما زاوية حافّة كبيرة. وتعتبر الصفائح المعدنية من أكثر المواد الهندسية التي يُستخدم في تشكيلها عملية القص، وتُستَخدَم هذه العملية أيضًا مع الأوراق والمُنتجات البلاستيكية.

## المبدأ
يُستخدم نصل مُتحرّك للضغط على الصفيحة المعدنية المُثبتة على نصلين ثابتين مما يُؤدي إلي تولد ضغط كافٍ يتغلب على إجهاد القص بالمادة (الصفيحة المعدنية)، عند النصل الثابت تبدأ الشقوق في التشكل على الصفيحة المعدنية وتتزايد حتى ينفصل المعدن فيتشكل المُنتج المطلوب دون أن يَنتُج رايش، عادة ما يكون الخلوص بين النصل الثابت والنصل المُتحرك مساوِ لـ 5 إلى 10% من سُمك المادة المُراد تشكيلها (ويعتمد أيضًا على نوع المادة)، ويُعرّف الخلوص على أنّه المسافة الفاصلة بين الأنصال التي تكون عمودية على اتجاه حركة النصل المُتحرك، ويُؤثر الخلوص على جودة التشطيب وكذلك الطاقة المُستهلكة التي تولد الضغط اللازم لعملية القص. وتتميز هذه العملية بإنتاج المُنتج بدون تشكُل رايش يحتاج فيما بعد لإعادة تشكيله باستخدام الصهر وسباكة المعادن.

## مواد الأدوات
- يستخدم الفولاذ منخفض السبائك في الإنتاج المنخفض للمواد التي يصل حجمها إلى 0.64 سم (1⁄4 بوصة) سميكة
- يستخدم الفولاذ عالي الكربون وعالي الكروم في الإنتاج العالي للمواد التي يصل حجمها أيضًا إلى 0.64 سم (1⁄4 بوصة) في السماكة
- يستخدم الفولاذ المقاوم للصدمات في المواد التي تساوي 0.64 سم (1⁄4 بوصة) سميكة أو أكثر.

## التفاوتات وإنهاء السطح
عند قص صفيحة، يكون التفاوت المعتاد هو +0.1 بوصة أو 0.1 بوصة، ولكن من الممكن الحصول على التفاوت داخل +0.005 بوصة أو 0.005 بوصة. أثناء قص قضبان وزاوية، يكون التفاوت المعتاد +0.06 بوصة أو −0.06 بوصة، ولكن من الممكن الحصول على التفاوت +0.03 بوصة أو −0.03 بوصة. تحدث التشطيبات السطحية عادةً في نطاق 250 إلى 1000 ميكرو بوصة، ولكن يمكن أن تتراوح من 125 إلى 2000 ميكرو بوصة. قد يتطلب عملية ثانوية إذا كان المرء يريد أسطح أفضل من هذا.